# Cabana del Moro (Llauró)
|  | Per a altres significats, vegeu «Cabana del Moro». |

La Cabana del Moro és un dolmen de la comuna de Llauró, de la comarca del Rosselló, a la Catalunya del Nord.
Està situat dalt d'un turó a l'esquerra del Monar, a prop i al nord-est del poble de Llauró, però amb un accés que ha de fer una ampla volta cap a ponent a causa de la vall de la Ribera del Monar. És al costat oest d'una casa moderna.

## Descripció de Jaubert de Réart
Fou descobert per Joseph Jaubert de Réart el 1832 en una notícia apareguda a Le Publicateur du Département des Pyrénées-Orientales, de Perpinyà, amb el text següent (traduït del francès): Aquesta tomba té la forma del que vaig descriure a Le Publicateur del 22 de setembre passat. [Es refereix a l'article sobre les tombes de Molig] Les pedres que el formen, del tot brutes i informes, tenen tanmateix una superfície plana a l'interior; dues d'elles estan situades verticalment, a una distància de 3 peus, i tenen una llargària de 6, per 2 ½ d'elevació del sòl a l'interior del monument. La seva part superior està formada per una altra pedra que recolza damunt de les dues laterals dirigides cap a l'est. Imagineu-vos, reposant sobre aquestes tres pedres una enorme llosa de 4 peus de llarg per 5 d'ample, per 2 peus de gruix com els seus suports, que recobreix aproximadament la meitat del monument, recoberta d'una espessa molsa; així tindreu la imatge completa del monument. He observat a l'extrem inferior, i com fent de tancament, una pedra esquistosa a flor de terra, de 15 polzes de llarg per 4 d'ample, mentre que les altres pedres són de quars. La gran pedra que tancava aquesta part inferior va ser remoguda, i les mides m'han confirmat que la llosa que completava la coberta jeu al costat entre un munt de pedres tan plenes de molsa com el mateix monument del qual formaven part....